# Helmut Losch
Helmut Losch (* 12. Oktober 1947 in Barth; † 10. Januar 2005 in Stralsund) war ein deutscher Gewichtheber.
Losch war gelernter Dampflokschlosser. Während seiner Lehre in Stralsund kam er zum Gewichtheben. Bei der BSG Motor Stralsund trainierend, nahm er an 116 Wettkämpfen teil.
Über die Stationen DDR-Jugendmeister sowie diverse Wettkämpfe im Inland erreichte er 1971 bei seinem ersten internationalen Wettkampf bei der Europameisterschaft in Sofia einen dritten Platz. Er gewann in der Disziplin Stoßen die Goldmedaille bei der Weltmeisterschaft 1971 in Lima. Dies war der erste deutsche Weltmeistertitel im Gewichtheben. Bei den Olympischen Spielen in München im Jahr 1972 wurde er Vierter im Schwergewicht (bis 110 kg).
1976 gewann Helmut Losch bei den Olympischen Spielen in Montreal die Bronzemedaille im Superschwergewicht (über 110 kg). Dies schätzte er später als seinen schönsten Erfolg ein, zumal der Start in dieser Gewichtsklasse eigentlich nicht geplant gewesen war. Während seiner Karriere, die er 1978 mit einem DDR-Meistertitel beendete, gewann Helmut Losch bei Weltmeisterschaften eine Gold-, fünf Silber- und zwei Bronzemedaillen, bei Europameisterschaften fünf Silber- und drei Bronzemedaillen und holte zudem drei DDR-Meister-Titel nach Stralsund.
Seine Bestleistung im Zweikampf lag bei 387,5 kg.
Nach Beendigung seiner aktiven Laufbahn setzte er sich weiterhin für seinen Sport ein und war Vorbild für viele Gewichtheber, nicht nur beim TSV 1860 Stralsund, dem Nachfolger des BSG Motor Stralsund. Zuletzt arbeitete der ehemalige Schiffsschlosser der Volkswerft Stralsund in der Stralsunder Werkstatt für Behinderte in der Betreuung psychisch Kranker. Er starb im Alter von 57 Jahren an einem Herzinfarkt.

## Internationale Erfolge (Auswahl)
(OS = Olympische Spiele, WM = Weltmeisterschaft, EM = Europameisterschaft, 1.S. = 1. Schwergewicht,  S = Schwergewicht, SS = Superschwergewicht, Wettbewerbe bis 1972 im olympischen Dreikampf, bestehend aus Drücken, Reißen und Stoßen, ab 1973 im Zweikampf, bestehend aus Reißen und Stoßen)
- 1971: 1. Platz bei der Weltmeisterschaft 1971, S, mit 205,0 kg
- 1972: 4. Platz bei den Olympischen Spielen in München, S, mit 547,5 (190,0, 152,5, 205,0) kg;
- 1973: 2. Platz bei der EM in Madrid, S, mit 362,5 (205,0, 167,5) kg;
- 1973: 2. Platz bei der Weltmeisterschaft 1973 in Havanna, S, mit 370,0 (155,0, 215,0) kg;
- 1976: 3. Platz (Bronzemedaille) bei den Olympischen Spielen in Montreal, SS, mit 387,5 (165,0, 225,5) kg;
- 1977: 2. Platz bei der Weltmeisterschaft 1977 + EM in Stuttgart, 1.S, mit 367,5 (162,5, 205,0) kg